# Зденек Неєдли
Зде́нек Не́єдли  (чеськ. Zdeněk Nejedlý; 10 лютого 1878, Літомишль — 9 березня 1962, Прага
) — чехословацький учений і громадсько-політичний діяч, музикознавець, історик, літературний критик. Член Чеської академії наук і мистецтв (1907), засновник і президент (з 1952) Чехословацької академії наук. Член Комуністичної партії Чехословаччини з 1929. З 1946 — член ЦК і Президії ЦК КПЧ, член кабінету міністрів Чеховловаччини у 1940—1950-х роках.
Автор низки праць з історії та культури слов'янських народів, у тому числі українців. Один з основоположників марксистського слов'янознавства. Нагороджений двома орденами Леніна.
Син композитора і педагога Романа Нєєдли. Закінчив філософський факультет Карлового університету в Празі. У 1909—39 і 1945—62 — професор цього університету. З 1900 доктор філософії. У 1939—1945 професор Московського університету. Член багатьох закордонних наукових установ, у тому числі член-кореспондент Академії наук СРСР (1947).
Неєдли вітав установлення комунізму в Росії. У 1921-му заснував і до 1930-го видавав журнал «Вар» (Var), який об'єднав представників соціалістичної літературної орієнтації. Був ініціатором створення (1925) і головою товариства культурного і економічного зближення з Новою Росією, одним з керівників Союзу друзів СРСР (заснований 1930), неодноразово приїжджав до Радянського Союзу. Сприяв створенню (1935) Чехословацького комітету дії по зміцненню миру, був головою Комітету друзів республіканської Іспанії, куди їздив в 1936 з делегацією діячів чехословацької культури. У 1939—1945, під час німецької окупації Чехословаччини, знаходився в СРСР.
У народній Чехословаччини в 1945-46 міністр шкіл і народної освіти, в 1946-48 міністр праці і соціального забезпечення, в лютому 1948 — січні 1953 міністр шкіл, наук і мистецтв, в січні — вересні 1953 заступник прем'єр-міністра, з вересня 1953 міністр без портфеля. З 1945 депутат Національних зборів. З 1946 член ЦК і Президії ЦК КПЧ. З 1945 голова Союзу чехословацько-радянської дружби, голова Слов'янського комітету, член Чехословацької комітету захисту миру.
У 1939—45, під час фашистської окупації Чехословаччини, жив і працював в СРСР. З 1945 — на відповідальних державних посадах у Чехословаччині. З 1945 — депутат Національних зборів, з 1946 — член ЦК і Президії ЦК КПЧ. Автор низки праць з історії та культури слов'янських народів, у тому числі українців. Один з основоположників марксистського слов'янознавства. Нагороджений 2 орденами Леніна.